# Nord-Odal
Nord-Odal è un comune norvegese della contea di Innlandet.

## Amministrazione

### Gemellaggi
La città è gemellata con:
- Ignalina